# 富山県道20号砺波福光線
富山県道20号砺波福光線（とやまけんどう20ごう となみふくみつせん）は、富山県砺波市と南砺市を結ぶ県道（主要地方道）である。

## 概要
高岡方面の国道156号と合わせて砺波街道とも呼ばれる。旧東礪波郡の平野部を南北に結ぶ、古来からの主要幹線である。砺波市街地ではながらく国道359号との重複区間であったが、津沢バイパスの完成に伴う同区間の国道指定解除により単独区間となった。

### 路線データ
- 起点：富山県砺波市中村1204（栄町交差点・国道156号交点）
- 終点：富山県南砺市福光7367の1（東町交差点・国道304号上、富山県道10号金沢湯涌福光線終点）

## 歴史
- 1955年（昭和30年）6月23日：路線認定。
- 1993年（平成5年）5月11日 - 建設省から、県道砺波福光線が砺波福光線として主要地方道に指定される[1]。
- 2023年（令和5年）10月2日：砺波市広上町地内にて、出町大ケヤキ前にて左折し砺波簡易裁判所を経由する狭隘区間（延長283.7m）を指定解除し、出町大ケヤキ前を直進して広上町交差点にて左折する2車線の経路（延長343.9m）に変更[2][3]。

## 路線状況

### 重複区間
- 富山県道27号金沢井波線（南砺市田中・角田（つのだ）交差点 - 南砺市福光・東町交差点）
- 国道304号（南砺市福光・福光駅前交差点 - 南砺市福光・東町交差点）

## 地理

### 通過する自治体
- 砺波市
- 南砺市

### 交差する道路
- 国道156号（砺波市栄町・栄町交差点、起点）
- 富山県道66号高岡砺波線（砺波市出町中央・曳山会館前交差点）
- 富山県道258号北高木出町線（砺波市中央町、中央町交差点）[4]
- 富山県道16号砺波小矢部線（砺波市本町・本町交差点）
- 富山県道260号安養寺砺波線（砺波市広上町、広上町交差点）
- 国道359号（砺波市苗加・九本杉交差点）
- 富山県道371号本町高木出線（砺波市苗加・苗加東交差点）
- 富山県道143号小森谷庄川線（南砺市高儀・高儀北交差点）
- 富山県道277号福野城端線（南砺市松原新）
- 国道471号（南砺市松原新・松原西交差点）
- 富山県道71号池尻福野線・富山県道279号安居福野線（南砺市福野・横町交差点）
- 富山県道285号西勝寺福野線（南砺市寺家）
- 富山県道27号金沢井波線（南砺市田中・角田交差点）
- 国道304号・富山県道290号福光停車場線（南砺市荒木・福光駅前交差点）
- 国道304号（富山県道27号金沢井波線 重複）・富山県道10号金沢湯涌福光線（南砺市福光・東町交差点、終点）

### 沿線にある施設など
- JR城端線
  - 砺波駅 - 東野尻駅 - 高儀駅 - 福野駅 - 東石黒駅 - 福光駅
- 砺波市役所
- 砺波警察署
- 出町子供歌舞伎曳山会館
- 出町神明宮
- 市立砺波総合病院
- 出町ふれあいセンター
- 砺波税務署
- 富山家庭裁判所 砺波出張所、砺波簡易裁判所
- 北陸自動車道
- 農林水産省 北陸農政局 南砺統計・情報センター
- 北陸電力 福野変電所
- コマツNTC 本社・富山工場
- ファブリカトヤマ 福野第1工場
- 南砺市福野文化創造センター ヘリオス
- 南砺市役所福野庁舎（福野行政センター、旧福野町役場）
- 砺波地域消防組合 南砺消防署 福野出張所
- 南砺市福野体育館
- 富山県砺波土木センター
- 川田テクノロジーズ 富山本社
  - 川田工業 富山工場
- 富山県福野職業能力開発センター
- 東海北陸自動車道
- 関西電力 福光無線中継所
- 南砺市役所福光庁舎（福光行政センター、旧福光町役場）
- 小矢部川